# Werner de Boor
Werner Hans Richard de Boor (* 24. April 1899 in Breslau; † 18. März 1976 in Schwerin) war ein deutscher evangelisch-lutherischer Theologe.

## Leben
De Boor entstammte einer alten Gelehrtenfamilie. Sein Vater war der Byzantinist Carl de Boor, sein älterer Bruder der Germanist Helmut de Boor.
1909 übersiedelte die Familie de Boor nach Marburg, wo Werner 1917 das Abitur ablegte. Nach kurzer Teilnahme am Ersten Weltkrieg 1917/18 begann er in Marburg ein Studium zunächst der Naturwissenschaften, dann der Evangelischen Theologie, das er später in Tübingen und Erlangen fortsetzte. Sein Vikariat absolvierte er 1922–24 in Eisenach. 1924–26 war er Pastor in Bobeck (Thüringen), 1926–28 Assistent an der theologischen Fakultät Marburg (Promotion 1928), 1928–32 Pastor in Kordeshagen (Kreis Köslin, Pommern), dann bis 1945 an der St.-Johannis-Schlosskirche in Stolp (Pommern). Von 1933 bis 1945 war er Mitglied der Bekennenden Kirche und ihres Reichsbruderrates; 1937 gehörte er zu den Mitunterzeichnern der Erklärung der 96 evangelischen Kirchenführer gegen Alfred Rosenberg wegen dessen Schrift Protestantische Rompilger. 1940/41 wirkte er vorübergehend als Kriegspfarrer in Norwegen.
Nach dem Zusammenbruch des Nationalsozialismus wurde de Boor 1945 Pfarrer in Lübtheen (Mecklenburg) und Wismar, 1946 in Rostock. Im September 1946 wurde er in das Referat für Volksmission des Schweriner Oberkirchenrats berufen. 1953 schied er auf eigenen Wunsch wieder aus dem Oberkirchenrat aus und wurde freier landeskirchlicher Evangelist. 1956 gründete er den Bruderkreis für Evangelisation in der Landeskirche von Mecklenburg, den er auch leitete. Ebenso war er Vorsitzender der Evangelistenkonferenz der DDR.
De Boor stand dem Pietismus nahe und sprach regelmäßig auf den Blankenburger Allianzkonferenzen. Bekannt wurde er durch seine Mitarbeit an der Kommentarreihe Wuppertaler Studienbibel, die er ab 1962 mit herausgab und zu der er 10 Bände beisteuerte.

## Schriften (Auswahl)
- Herders Erkenntnislehre in ihrer Bedeutung für seinen religiösen Realismus. Gütersloh 1929 (Dissertation).
- Unser Glaubensbekenntnis: Eine Hilfe für das rechte Beten des Apostolikum in der Gemeinde. Gütersloh 1941.
- Grundlinien der Volksmission heute. Berlin 1948.
- Evangelisation – lutherisch? Berlin 1953.
- Neue Gemeinde: Heiliger Geist, Geistesfrucht, Geistesgaben. Berlin 1957.
- Die Briefe des Paulus an die Philipper und an die Kolosser. Wuppertal 1957.
- Die Briefe des Paulus an die Thessalonicher. Wuppertal 1960.
- Schritte auf dem Glaubensweg: Bibelstunden nach 2. Mose 1–14. Berlin 1960.
- Der Weg zum Frieden mit Gott: Bibelzeugnisse nach dem Römerbrief. Berlin 1961.
- Der Brief des Paulus an die Römer. Wuppertal 1962.
- Das ist Jesus. R. Brockhaus, Wuppertal 1963 (4. bearbeitete Auflage 1985 unter dem Titel: So ist Jesus. ISBN 3-417-20328-7)
- Die Apostelgeschichte. Wuppertal 1965.
- Bibel-Kursus über den Römerbrief (unter Mitarbeit von Dorothea Vogt). Berlin 1965.
- So wird Gemeinde Jesu in der Welt: Ein Gang durch die ersten 13 Kapitel der Apostelgeschichte. Berlin 1967.
- Der erste Brief des Paulus an die Korinther. Wuppertal 1968.
- Das Evangelium des Johannes. 2 Bände. Wuppertal 1968/70.
- Pietismus und Kirche. Bad Liebenzell 1970.
- Der zweite Brief des Paulus an die Korinther. Wuppertal 1972.
- Die Briefe des Johannes. Wuppertal 1974.
- Die Briefe des Petrus und der Brief des Judas (mit Uwe Holmer). Wuppertal 1976.